# پیا کراملینگ
پیا کراملینگ (انگلیسی: Pia Cramling) یک استادبزرگ شطرنج اهل سوئد است